# Peder Christian Andersen
Peder Christian Andersen, né le 5 avril 1892 à Sagene et mort le 12 mars 1964 à Oslo, est un journaliste, commentateur radio et arbitre de football norvégien.

## Biographie
Peder Christian Andersen commença en 1909 dans le journalisme et fut reporter lors des Jeux olympiques d'été de 1912 de Stockholm. Il fut dans différents journaux : Sport, Social-Demokraten (jusqu'en 1919), Aftenposten (1919-1963). Il fonde aussi le magazine Idrettsliv, où il publie et édite de 1915 à 1928. Il reçut en 1960 en compagnie de Henning Sinding-Larsen le Narvesenprisen (no), prix norvégien récompensant le meilleur journaliste du pays. Il est honoré de l'Ordre de Dannebrog.
Il est aussi commentateur radio au sein de la Norsk rikskringkasting, lors des matchs des JO de 1936 et de la Coupe du monde de football de 1938.
Il cofonde le SFK Njord en 1912 et il y officie en tant que joueur. Il fut membre de la Fédération de Norvège de football de 1914 à 1918 et en 1926, ainsi que secrétaire de 1918 à 1925.
Il fut aussi arbitre de football, dirigeant deux finales de coupe de Norvège et trois matchs des Jeux olympiques de 1924.

## Carrière d'arbitre
Il a officié dans des compétitions majeures :
- Coupe de Norvège de football 1915 (finale)
- Coupe de Norvège de football 1916 (finale)
- JO 1924 (3 matchs)